# Kiefer Zwart
Kiefer Zwart  (24 augustus 1989) is een Nederlands acteur. Hij speelde in diverse films en series, waaronder Zwaar verliefd!, Rokjesnacht en Goede tijden, slechte tijden.

## Levensloop
Hij volgde een theateropleiding aan ArtEZ Academie voor beeldende kunsten Arnhem.
Op de planken speelde hij in 2015 mee met Theater Utrecht in Ibuca en was sindsdien verbonden met BOS Theaterproducties, onder meer voor de musical ‘Watskeburt?!. Van 2016 tot en met 2020 presenteerde Kiefer ook het schoolTV-programma De Buitendienst.
Zwart speelde een rol als Boaz in Zomer in Zeeland uit 2018. In de dramaserie Thuisfront van BNNVARA uit 2021 vertolkt hij de rol van oorlogsveteraan Bright Cabral. Daarnaast speelde hij gastrollen in de series A'dam - E.V.A., Flikken Maastricht, De Vlucht, Harkum, Toen wij de tijd hadden en We Out Here en de films Kamp Holland, T'Padashtun (Unwanted) en Dorst.
In 2020 was Zwart een van de presentators van de tv-shows voor de 41e Kinderen voor Kinderen. Sinds 2016 presenteert hij ook voor ntr:.
Vanaf juli 2021 was Zwart te zien als dokter Roman van Loon in de RTL 4-soap Goede tijden, slechte tijden. Tevens vertolkte Zwart deze rol in zijn eigen spin-off serie genaamd Dokter Roman, deze werd exclusief uitgezonden op Videoland. Op 23 maart 2022 werd zijn personage vermoord waardoor hij definitief uit de serie verdween.

## Filmografie

### Film
- 2015: The Space Between Us (korte film), als Adam
- 2015: Half Leeg (korte film), als Milo
- 2016: Kamp Holland, als Toine Evers
- 2017: Geel Zwart Rotterdam (korte film), als Loet
- 2017: T'padashtun, als voetballer
- 2017: Dorst, als serveerder
- 2018: Zwaar verliefd!, als café-ganger
- 2022: Turning Red, als Aaron Z. (4-Town) (stemrol)
- 2023: Elemental, als Immagratie-official en verhuurder (stemrol)
- 2024: Rokjesnacht, als Geurt
- 2024: Dit is geen kerstfilm, als Justus

### Televisie
- 2014: A'dam - E.V.A., als Jeffrey
- 2017: Flikken Maastricht, als Iwan Braafheid
- 2017: De Vlucht, als Peter Holtslag
- 2018: Zomer in Zeeland, als Boaz
- 2019: Harkum, als Joost
- 2020: Toen wij de tijd hadden, als Jelte
- 2021: We Out Here, als Gijs
- 2021: Thuisfront, als Bright Cabral
- 2021-2022: Goede tijden, slechte tijden, als Roman van Loon
- 2021: Dokter Roman, als Roman van Loon
- 2021: De Zitting, als Mason
- 2023: NOOD, als Stef
- 2023: Santos, als Henri

Willem Nijholt (1980, 1981) · Leoni Jansen (1982) · Willem Ruis (1983, 1984) · Edwin Rutten (1985, 1986) · Ati Dijckmeester (1985, 1986) · Ron Brandsteder (1987) · Simone Kleinsma (1987) · Sonja Barend (1988) · Herman van Veen (1990) · Youp van 't Hek (1991) · Sylvia Millecam (1992) · Erik van Muiswinkel (1992) · Henk Westbroek (1992) · Coen Flink (1993) · Frank Groothof (1994) · Willem Ekkel (1994) · Peter Tuinman (1994) · Harry van Rijthoven (1994) · Carola Hamer (1994) · Paul de Leeuw (1995, 1996) · Menno Bentveld (1997) · Joep Onderdelinden (1998, 2020) · Marcel Faber (1998) · Aldith Hunkar (1999) · Marscha de Haan (2000) · Neel Brands (2000) · Maud Hawinkels (2001) · Klaas van der Eerden (2002, 2003, 2004) · Claudia de Breij (2004, 2005, 2009, 2012) · Jochem Myjer (2006) · Isolde Hallensleben (2007) · Jack van Gelder (2008) · Ali B (2008) · Frank Evenblij (2009) · Sara Kroos (2011) · Lex Uiting (2013, 2014, 2015, 2016, 2017) · Dolores Leeuwin (2013) · Dieuwertje Blok (2014) · Milouska Meulens (2015) · Anne Appelo (2018, 2019, 2020) · Pepijn Gunneweg (2018, 2019) · Plien van Bennekom (2020) · Kiefer Zwart (2020) · Ridder van Kooten (2020, 2021) · Esmée van Kampen (2021) · André Dongelmans (2021) · Jurre Geluk (2023)